# Henry Cary, 1:e viscount Falkland
Henry Cary, 1:e viscount Falkland, född omkring 1575, död i september 1633, var en engelsk politiker, gift med Elizabeth Cary, lady Falkland, far till Lucius Cary, 2:e viscount Falkland.
Cary blev efter några års krigstjänst hovman vid Jakob I:s hov, 1617 medlem av Privy Council, 1620 skotsk peer under namn av viscount Falkland och 1622 ståthållare på Irland, vars styrelse han förestod till 1629. Han var av allt att döma inte vuxen denna svåra ställning, och hans vankelmodiga irländska politik endast ökade förvirringen på ön.